# Les Jumeaux (Nouvelle-Calédonie)
Les Jumeaux sont deux îlots de Nouvelle-Calédonie dans les pléiades du Nord, une des Iles Loyauté.